# Dalzell (Carolina do Sul)
Dalzell é uma Região censo-designada localizada no estado norte-americano de Carolina do Sul, no Condado de Sumter.

## Demografia
Segundo o censo norte-americano de 2000, a sua população era de 2260 habitantes.

## Geografia
De acordo com o United States Census Bureau tem uma área de
17,9 km², dos quais 17,8 km² cobertos por terra e 0,1 km² cobertos por água. Dalzell localiza-se a aproximadamente 115 m acima do nível do mar.

## Localidades na vizinhança
O diagrama seguinte representa as localidades num raio de 12 km ao redor de Dalzell.